# 李葆恂

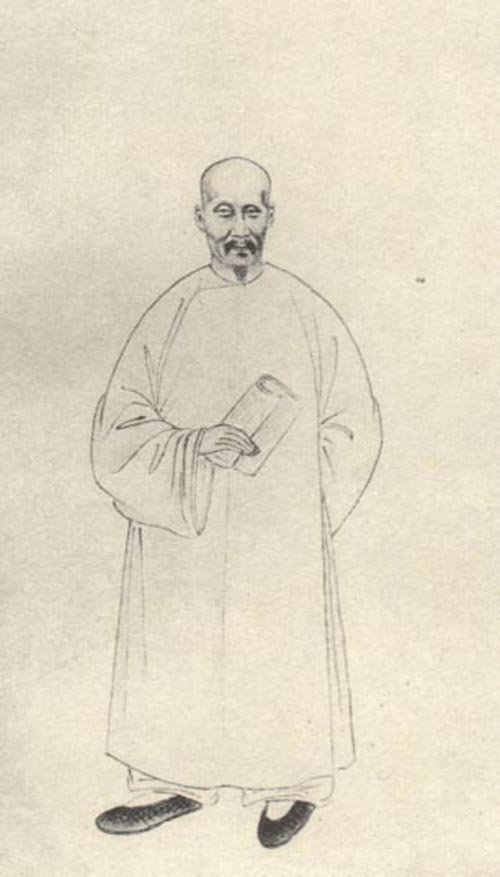
《清代學者象傳》之李葆恂

李葆恂（1859年—1915年），原名恂，字宝卿，号文石、叔默、戒庵、猛庵、孤笑老人，别号红螺山人，奉天义州（今辽宁义县）人。清末民初文學家。

## 生平
早年即有文學才能，后官至江苏候补道。受到端方的器用，其善於書法并通繪畫、篆刻，精于金石书画之鉴赏。辛亥革命后，僑居天津，后病亡。与李孺、梁鼎芬、罗振玉等交友。陈曾寿题诗《挽李猛庵丈》。

## 著作
著作有《无益有益斋读画诗》（记其生平所见名画，王闿运、缪荃孙序）、《偶园所见书画录》 、《梵天庐丛录》、《工余谈艺》 、《红螺山馆诗抄》、《然犀录》、《三邕翠墨题跋》、《归学庵笔记》、《海土村所见书画录残稿》、《义州李氏丛刻六种》、《猛庵文略》等。

## 家族
- 曾祖李蔚秀，刑部员外郎。
- 祖父道光十三年（1833年）癸巳科进士李维藩（道光进士）。咸丰二年作《重修嘉福寺碑文》（载《义县志》）。
- 父道光二十五年（1845年）乙巳恩科进士李鶴年 (清朝)，河南巡抚。
- 子画家李放 (清朝)（字无放，号词堪，1884-1924），度支部员外郎，富藏书，著《皇清書史》、《八旗画录》（1919）、《画家知希录》。李放在其《八旗畫錄》注中写道：“光緒初，清朝士大夫尤喜讀之（指《紅樓夢》），自相矜為紅學云。”；现代红学者认为此为“红学”一词的开端（据《中华词源》，2014）。